# 埃里克·特朗普
埃里克·弗雷德里克·特朗普（英語：Eric Frederick Trump，1984年1月6日—）是一位美国商人、電視名人和慈善家。他是唐納·川普和伊凡娜·川普的次子，與兄長小唐纳德是特朗普集團的受託人，共同执掌集团在全球范围内的收购与开发项目。2006年，他成立了旨在为聖裘德兒童研究醫院筹款的埃里克·特朗普基金。他还是特朗普酒庄的拥有人。

## 早期的生活和教育
埃里克·特朗普出生于曼哈頓，并就读于三一學院。他的父母于1992年离婚，当时他只有8岁。2002年他毕业于希尔中学并随后担任其理事直至2013年。埃里克于2006年加入特朗普集團，在此之前他曾就读于华盛顿哥伦比亚特区的乔治城大学并以优异的成绩荣获财务和管理学位。

## 职业和慈善事业

### 特朗普集团
埃里克是特朗普集团发展和收购方面的执行副总裁。他也在美国全国广播公司的飛黃騰達节目中担任是任务顾问和董事会裁判。他的公司责任确保集团在国内外扩张中获得房地产收益。埃里克与其父长期监督着特朗普高尔夫球场投资组合的扩张，其数量已从他2006年进入集团时的三家达到目前的十五家；其业务遍及纽约、新泽西、宾夕法尼亚、佛罗里达、北卡罗来纳、加利福尼亚和波多黎各。他在国内外扩张中着重识别和追求不良的高尔夫球物业，并与其姊伊万卡共同负责重新设计并改造位于迈阿密的特朗多拉国家酒店。他和他的兄弟姐妹均参与建立和管理特朗普酒店的收藏物业。埃里克当前管理的全球酒店投资组合包括拉斯维加斯、芝加哥、纽约、多伦多、巴拿马、威基基、埃斯特角城、华盛顿哥伦比亚特区、溫哥華、菲律宾和里约热内卢。他还在弗吉尼亚州夏洛茨维尔获得克鲁格酒庄园和葡萄园，并建立特朗普酒庄。2013年，他赢得了Wine Enthusiast Magazine的“年度明日之星”奖。2012年，他被福布斯杂志评为“30位30岁以下”的顶级地产大亨，并被纽约观察家杂志评为“20位重量级青年慈善家”之一，然而纽约观察家是由他的姐夫贾里德·库什纳创办的。

### 埃里克·特朗普基金会
埃里克·特朗普基金会（ETF）成立于2006年，旨在专门为圣裘德儿童研究医院的临终患儿筹集资金。该基金会是一个免税的慈善组织。

## 争议
2010年，善待动物组织强烈抨击了埃里克·特朗普与其兄小唐纳德拍摄的White hunter#Hunting in Africa之旅，有照片显示该兄弟在津巴布韦参加了一个有组织的狩獵旅行并在途中猎杀动物。津巴布韦公园和野生生物管理局总干事V. Chandenga发表了一个官方声明支持特朗普兄弟并声称任何违法指控都是“毫无根据”和“虚假的”。两兄弟通过Twitter申明他们的行为作为猎人和长期户外运动者是合法的，他们的父亲也对此发表评论称其完全支持他的儿子们。
2016年8月2日，埃里克·特朗普出现在CBS今晨节目上，并被要求评论他父亲在前一日的今日美國节目中指出的争议性言论，有关女儿曾在工作场所遭到性骚扰并希望她会找到另一家公司工作或开关的职业生涯。埃里克说：“伊万卡是一个强有力的女人，她不会允许自己轻易放弃。”埃里克的评论收到了来自个人和组织的广泛批评，批评者认为这种逻辑会把责任归咎于性骚扰的受害者，并会误导民众认为只有弱女子才会受到骚扰。批评者包括格雷琴卡尔森、前福克斯新闻首席执行官Roger Ailes、梅根·凯利。

## 个人生活
2013年7月4日，埃里克与其女友银团电视新闻节目Inside Edition的副制片人Lara Lea Yunaska订婚。这对情侣举办了一场“水晶点缀般”的庆典；2014年11月8日他们在佛罗里达棕榈滩的Mar-a-Lago俱乐部举行了婚礼。2017年，長子出生。2019年，長女出生。